# Ouvrage de La Déa
Pour les articles homonymes, voir Déa.
L'ouvrage de La Déa est une fortification faisant partie de la ligne Maginot, située sur la commune de Moulinet dans le département des Alpes-Maritimes.
Il s'agit d'un petit ouvrage d'infanterie de trois blocs, inachevé, servant d'abri actif : il avait pour mission non seulement de protéger une section d'infanterie, mais aussi de renforcer la ligne de fortifications.

## Description
L'ouvrage est construit sur la baisse de la Déa, en sommet de crête à 1 750 mètres d'altitude, juste à la limite entre la commune de Moulinet et celle de Breil-sur-Roya.

### Position sur la ligne
L'ouvrage faisait partie de la principale ligne de défense de la ligne Maginot, servant à interdire le passage du vallon de la Maglia vers l'ouest par les pentes de la Gonella et du Ventabren.

### Souterrains et blocs
Comme tous les autres ouvrages de la ligne Maginot, celui de La Déa est conçu pour résister à un bombardement d'obus de gros calibre. Les organes de soutien sont donc aménagés en souterrain, creusés au minimum sous douze mètres de roche, tandis que les organes de combat, dispersés en surface sous forme de blocs, sont protégés par d'épais cuirassements en acier et des couches de béton armé. Les installations souterraines abritaient un casernement pour l'équipage, un système de ventilation et de filtration de l'air, une cuisine, un poste de secours, des latrines, des lavabos, un petit stock de munitions, un stock de vivres, une usine (mais le petit groupe électrogène n'a pas été installé), ainsi que des citernes d'eau.
Le niveau de protection est le no 2, soit pour les murs exposés une épaisseur de 2,25 mètres de béton armé et pour les dalles deux mètres, de quoi théoriquement résister à un pilonnage jusqu'au calibre 240 mm. L'ouvrage avait deux blocs d'entrée (sur le versant occidental) et un bloc de combat (sur la crête) servant aussi d'observatoire :
- bloc 1, servant d'entrée nord, sans défense ;
- bloc 2, entrée sud, avec un créneau pour fusil-mitrailleur ;
- bloc 3, observatoire avec une cloche GFM type A allégée, armée avec un fusil mitrailleur et un mortier de 50 mm[3].

Un quatrième bloc devait être construit sur le versant oriental : ce devait être une casemate armée avec trois créneaux pour jumelage de mitrailleuses.
Les mitrailleuses et fusils mitrailleurs de l'ouvrage étaient chacun protégé par une trémie blindée et étanche (pour la protection contre les gaz de combat). Ils tirent la même cartouche de 7,5 mm à balle lourde (modèle 1933 D de 12,35 g au lieu de 9 g pour la modèle 1929 C).
Les mitrailleuses devaient être des MAC modèle 1931 F, montées en jumelage (JM) pour pouvoir tirer alternativement, permettant le refroidissement des tubes. La portée maximale avec cette balle (Vo = 694 m/s) est théoriquement de 4 900 mètres (sous un angle de 45°, mais la trémie limite le pointage en élévation à 15° en casemate et à 17° dans une cloche GFM), la hausse est graduée jusqu'à 2 400 mètres et la portée utile est plutôt de 1 200 mètres. Les chargeurs circulaires pour cette mitrailleuse sont de 150 cartouches chacun, avec un stock de 50 000 cartouches pour chaque jumelage. La cadence de tir théorique est de 750 coups par minute, mais elle est limitée à 450 (tir de barrage, avec trois chargeurs en une minute), 150 (tir de neutralisation et d'interdiction, un chargeur par minute) ou 50 coups par minute (tir de harcèlement, le tiers d'un chargeur). Le refroidissement des tubes est accéléré par un pulvérisateur à eau ou par immersion dans un bac.
Les fusils mitrailleurs (FM) étaient des MAC modèle 1924/1929 D, dont la portée maximale est de 3 000 mètres, avec une portée pratique de l'ordre de 600 mètres. L'alimentation du FM se fait par chargeurs droits de 25 cartouches, avec un stock de 14 000 par cloche GFM, 7 000 par FM de casemate et 1 000 pour un FM de porte ou de défense intérieure. La cadence de tir maximale est de 500 coups par minute, mais elle est normalement de 200 à 140 coups par minute,.

## Histoire
Le premier projet proposé à la Commission d'organisation des régions fortifiées d'un abri sur La Déa date de juin 1933, le dernier en mars 1934. La construction de l'ouvrage par la main-d'œuvre militaire a débuté en 1935, mais à cause des difficultés à accéder à l'ouvrage en hiver la construction fut retardée. En 1940, l'ouvrage n'avait pas de groupe électrogène ce qui obligeait les hommes à s'éclairer avec des lampes à pétrole mais avaient un système de ventilation.
L'ouvrage est propriété de la commune de Moulinet. Les deux blocs d'entrée sont murés, ainsi que les créneaux de FM, mais l'extérieur de l'ouvrage reste toujours accessible.